# Barry Mann
Barry Mann (* jako Barry Imberman; 9. února 1939, New York) je americký hudební skladatel a klavírista. Jádro jeho tvorby tvoří psaní písní pro jiné interprety. Tvoří převážně společně se svou manželkou Cynthií Weil, se kterou se oženil v roce 1961. Jeho písně hrála řada umělců, mezi které patří například Gene Pitney, Ray Charles, Carmen McRae nebo Cyndi Lauper. V roce 2010 byl spolu se svou manželkou uveden do Rock and Roll Hall of Fame, o rok později pak do Songwriters Hall of Fame.